# Rudiae
Rudiae var en av messapiernas städer som låg i den grekiska kolonin Tarantos maktsfär. Rudiae är främst känd som poeten Ennius födelsestad. Man tror idag att man återfunnit staden i området Rugge i den italienska kommunen San Pietro in Lama i provinsen Lecce i regionen Apulien. 